# 常安寺 (喜多方市塩川町大田木)
常安寺（じょうあんじ）は福島県喜多方市にある真言宗豊山派の寺院。山号は紅梅山。

## 歴史
創建年代は不明。徳一の開基とも、長者大木左馬亮の創建とも言われる。1589年(天正17年)に伊達政宗の会津侵攻で、観音堂と十一面観世音が焼失。その後、観音堂が再建、新たな十一面観世音が奉納される。境内には会津三十三観音の第1番札所である観音堂が置かれており、大木観音の名で知られる。